# 卡西欧图形计算器
卡西欧生产的图形计算器系列包括带有触摸屏的ClassPad300以及与传统按钮机型。卡西欧公司也是世界上第一台图形计算器fx-7000G的设计者。

## 第一代产品

### 最初的系列
卡西欧(CASIO）最初的系列早在1985年就被生产，其中包括的产品有FX-7000G，FX-6000G，FX-6500G，FX-7200G，FX-7500G，FX-8000G，FX-8500G。

### Power Graphic系列 (1990)
Power Graphic系列发布在1990年左右，其中F1到F6快捷键的加入，大大提高了其使用的便捷性。加入的功能包括：极坐标，参数和不平等图表;矩阵模式;分数;排列;组合;概率; 单位符号;多图滚动;范围的初始化;集成SI单位符号;型号：FX-7700G，FX-7700GB，FX-8700G，FX-8700GB。（国标版本上有通信端口）（同法国版：FX-7800G，FX-7800GC，FX-8800G，FX-8800GC）
同时还发布了较低端的产品FX-6300G（同法国版：FX-6800G）。FX-6300G拥有较小的屏幕和较少的功能，和FX-6200G相比它不具有任何编程功能。

### Icon Menu Power Graphic系列（1993年）
在1993年左右，Icon Menu Power Graphic系列被发布，其具有图形菜单界面，进一步提高易用性。型号：FX-7700GE，后更名为FX-7700GH。（同法国版：FX-7900GC）
此外，这个系列还拥有24K存储器，动态图形显示;复数;数列表模式;更先进的求解器;更大的矩阵（255x255）;西格玛计算;图求解器的根，截距。这些机型包括FX-9700GE，后改名FX-9700GH（有较宽的屏幕）和FX-9800G（三色屏）。 （同法国版：FX-9900GC，CFX-9900GC）
另外有图形菜单界面，但没有上述功能是FX-7300G（同法国版：FX-6900G）。

## 第二代产品

### 9850系列（9750/9850/9950/9970）
9850系列最早在1996年制造，FX-9850G出现带来许多变化。9850系列机型拥有3色屏幕，但是其中FX-9750G是黑白色屏幕。其中9950G拥有64K的内存相比原来9850G的32K更大。9970G拥有符号代数。而后来的版本，如GA，GB和GC系列修复了原来的G系列机型的一些问题并且增加了一些统计数据和财务功能。国际型号有一个内置的软件库。
（同法国版：FX-8930GT，9850,,65，CFX-9930GT，9940,9960）

### 7400系列
7400系列于1996年发行，这个系列如同9850系列的功能缩减版。例如，它不具有命令Getkey，查找，文本或矩阵或复数，并且屏幕较9850系列更小。
型号：fx-7400G, fx-7400G Plus, fx-7450G, fx-7400G Plus GY (同法国版: fx-6910G, Graph 20, Graph 25)

### Algebra FX 系列
Algebra FX 系列在1999年首次发行，这个系列拥有闪存，而且比以前的型号提供的容量较大，卡西欧官方同时表示，闪存的寿命也得以延长。Algebra FX 系列有两个型号的产品，分别是FX 1.0与FX 2.0。其中FX2.0版本有符号代数，而FX1.0版本则没有。这个系列配套有 用户工具 来允许使用C语言和Pascal编译器。
型号: Algebra FX 2.0, FX 1.0, Algebra FX 2.0 Plus, FX 1.0 Plus (同法国版: Graph 100, Graph 100+)

### 9860 G/GII 系列
9860 G/GII 系列在2005年首次提出，9860机型比以前的型号更快，并且有官方C / C ++编程的软件。
2009年，GII机型使用与原9860G相同的操作系统更新生产，具有新功能GCD/ LCM/ MOD，随机整数，单位换算，字符串函数，以及新的概率和逆概率分布程序。但是在9860G的操作系统更新未完全等同于实际9860GII模型。
该FX-9860 G Slim和FX-9860 GII具有背光显示。
型号：FX-9860G，FX-9860G SD，FX-9860G Slim，FX-9860GII，FX-9860GII SD，FX-9750GII，FX-7400GII（同法国版: Graph 85, Graph 85 SD, Graph 85 Slim, Graph 75, Graph 95, Graph 35+ USB, Graph 25+ Pro)
澳大利亚只有：FX-9860G AU，FX-9860G AU PLUS
另有FX-9750G和FX-9750G II是低价格的版本，其操作系统在功能上有限制，但目前FX-9750G与FX-9750G II已可成功装入9860系列的操作系统。另外，FX-7400GII不具有USB 1.1端口。

### Prizm fx-CG 系列
Prizm fx-CG 系列发布于2011年1月，这些机型具有高分辨率彩色显示屏（396×224像素），一个USB2.0接口和16 MB闪存。其允许在所有主要的标准化考试，包括ACT，SAT和AP。 fx-CG10 和 fx-CG20 版本之间唯一已知的区别是 fx-CG10 无法打开用户编辑过的图片文件。虽然没有官方的SDK发布，然而几个SDK社区的存在一些非官方的FX-9860G SDK工具或部件的GNU工具链。
型号: fx-CG10 (北美), fx-CG20 (其他地区)，fx-CG20AU（澳大利亚）这个版本内存较小

## 编程
卡西欧图形计算器使用与BASIC相似的语言。但在实际操作时，由于计算所用的变量A-Z与编程变量一致，可能导致绘图时X/Y被替换。

### 第一代编程语言
编程命令通过递增或递减与ISZ一个变量的值构造并结合Lbl命令和Goto命令，而不是使用简单的有关或当命令。数组是通过覆盖其他字母变量来实现，例如A [0]= A，A [1]= B，A [2]= C。对于阵列中的可用空间可以扩展与Defm命令，以便Z [1]，Z[2]等变量适用，可以根据多未使用的存储容量而调整。

### 第二代编程语言
比起第一代编程语言有更多的命令，例如for，while循环和If命令。与Getkey命令和任何地方的字符在屏幕上的定位和能力进行实时的用户交互文本命令。此外，该方法用于使用数组变量改变为使用列表和矩阵。

## 传输
较新的卡西欧图形编程计算器具有USB接口，使之可与电脑连接并同步，传输相应的数据程序。但由于计算器性能出色，不少玩家编写了许多小游戏使之可在计算器上运行，不过大小亦受计算器本身闪存大小限制。